# Marco Pascolo
Marco Pascolo (Sion, Suiza, 9 de mayo de 1966) es un ex-futbolista suizo, se retiró en 2003 jugando para el Servette FC. Actualmente ejerce de entrenador de porteros del FC Sion.

## Clubes
| Club                 | País       | Año         | Partidos | Goles |
| FC Sion              | Suiza      | 1986 - 1989 | 17       | 1     |
| Neuchâtel Xamax      | Suiza      | 1989 - 1991 | 52       | 0     |
| Servette FC          | Suiza      | 1991 - 1996 | 176      | 0     |
| Cagliari             | Italia     | 1996 - 1997 | 14       | 0     |
| Nottingham Forest FC | Inglaterra | 1997 - 1998 | 5        | 0     |
| FC Zurich            | Suiza      | 1998 - 2002 | 115      | 0     |
| Servette FC          | Suiza      | 2002 - 2003 | 27       | 0     |

- Datos: Q666782